# Ваулино (Сергиево-Посадский район)
Ваулино — деревня в Сергиево-Посадском районе Московской области России, входит в состав сельского поселения Селковского.

## Население
| 1835 | 1850 | 1857 | 1859 | 1895 | 1905 | 1926 | 2002 |
| ---- | ---- | ---- | ---- | ---- | ---- | ---- | ---- |
| 85   | ↗94  | ↗102 | ↘99  | ↗141 | ↘135 | ↗200 | ↘8   |
| 2006 | 2010 |      |      |      |      |      |      |
| ↗12  | ↘9   |      |      |      |      |      |      |

## География
Деревня Ваулино расположена на севере Московской области, в восточной части Сергиево-Посадского района, у границы с Владимирской областью, примерно в 79 км к северу от Московской кольцевой автодороги и 27 км к северу от станции Сергиев Посад Ярославского направления Московской железной дороги, по правому берегу реки Дубны.
В 10 км юго-восточнее деревни проходит Ярославское шоссе М8, в 19 км к югу — Московское большое кольцо А108, в 7 км к западу — автодорога Р104. Ближайший населённый пункт — хутор Ремнёво.
К деревне приписано садоводческое товарищество (СНТ).

## История
В «Списке населённых мест» 1862 года — владельческая деревня 2-го стана Переяславского уезда Владимирской губернии по правую сторону Углицкого просёлочного тракта от границы Александровского уезда к Калязинскому, в 52 верстах от уездного города и становой квартиры, при колодце, с 14 дворами и 99 жителями (45 мужчин, 54 женщины).
По данным на 1895 год — деревня Хребтовской волости Переяславского уезда с 141 жителем (66 мужчин, 75 женщин). Основными промыслами населения являлись возка лесного материала из соседних лесных дач в Сергиевский посад и пилка дров, 7 человек уезжало в качестве фабричных рабочих на отхожий промысел в Москву и уезды.
По материалам Всесоюзной переписи населения 1926 года — деревня Ново-Шурмовского сельсовета Хребтовской волости Сергиевского уезда Московской губернии в 8,5 км от Угличско-Сергиевского шоссе и 27,7 км от станции Сергиево Северной железной дороги; проживало 200 человек (97 мужчин, 103 женщины), насчитывалось 40 хозяйств (39 крестьянских).
С 1929 года — населённый пункт Московской области в составе:
- Новошурмовского сельсовета Константиновского района (1929—1957)[14],
- Новошурмовского сельсовета Загорского района (1957—1959)[15],
- Торгашинского сельсовета Загорского района (1959—1963, 1965—1991)[16][17],
- Торгашинского сельсовета Мытищинского укрупнённого сельского района (1963—1965)[18][17],
- Торгашинского (до 09.01.1991) и Селковского сельсоветов Сергиево-Посадского района (1991—1994)[17],
- Селковского сельского округа Сергиево-Посадского района (1994—2006)[19],
- сельского поселения Селковское Сергиево-Посадского района (2006 — н. в.)[20][21].